# Plant City
Plant City är en stad i Hillsborough County i västra Florida, USA. 30 906 invånare (2004). Den har enligt United States Census Bureau en area på totalt 58,9 km² varav 0,3 km² är vatten.  
Staden är känd för sina vinterjordgubbar.